# Vozilo
Vozílo je naprava za prevoz ljudi in/ali tovora. 

## Razločitev
Vozila delimo na vozila in plovila.

### Vrste vozil
- cestna vozila, npr. kolo, moped, motocikel, avtomobil, tovornjak...
- tirna vozila, npr. vlak, podzemna železnica, tramvaj, drezina...

### Vrste plovil
- vodna plovila, npr. čoln, ladja, podmornica, gliser)...
- zračna plovila, npr. letalo, helikopter, toplozračni balon...
- vesoljska plovila, npr. raketa, satelit, vesoljska postaja, raketoplan...

## Razločitev glede na vrsto pogona
Glede na vrsto pogona ločujemo vozila brez motorja in motorna vozila.
Največ motornih vozil ima motor z notranjim izgorevanjem (lahko bencinski Ottov ali dizelski agregat), nekatere poganja parni stroj ali elektromotor. T.i. hibridna vozila poganjata izmenično elektromotor in motor z notranjim izgorevanjem. Nekatera večja plovila in satelite poganja jedrski reaktor.